# The Vanishing West
Pour plus de détails, voir Fiche technique et Distribution.
The Vanishing West est un serial américain réalisé par Richard Thorpe, sorti en 1928.

## Synopsis
Serial comportant 10 épisodes :
1. The Trail to Yesterday
2. The Flaming Trap
3. Thundering Hoofs
4. The Balance of Fate
5. The Chasm of Danger
6. Roaring Wheels
7. The Phantom Roper
8. The Tunnel of Terror
9. The Fatal Second
10. The End of the Trail

## Fiche technique
- Titre original : The Vanishing West
- Réalisation : Richard Thorpe
- Scénario : Wyndham Gittens
- Production : Nat Levine
- Société de production : Mascot Pictures
- Société de distribution : Mascot Pictures
- Pays de production :  États-Unis
- Langue originale : anglais
- Format : noir et blanc — 35 mm — 1,37:1 — Film muet
- Date de sortie :
  - États-Unis : 15 octobre 1928

## Distribution
- Jack Perrin : Jack Marvin
- Eileen Sedgwick : Betty Kincaid
- Jack Dougherty : Jim Marvin
- Yakima Canutt : Steve Marvin